# Satellite Awards 2021
26. ročník udílení Satellite Awards se konal dne 18. března 2022. Nominace byly oznámeny dne 1. prosince 2021.

## Nominace a vítězové

### Film
| Nejlepší film – drama | Nejlepší film – komedie/muzikál |
| --- | --- |
| Belfast - V rytmu srdce - Duna - East of the Mountains - Král Richard: Zrození šampiónek - Temná dcera - Síla psa - Spencer | tick, tick… BOOM! - Cyrano - Život v Heights - Francouzská depeše Liberty, Kansas Evening Sun - Lékořicová Pizza - Respect |
| Nejlepší animovaný film | Nejlepší režisér |
| Encanto - Utéct - Luca - Rodina na baterky - Vivo | Jane Campion – Síla psa - Paul Thomas Anderson – Lékořicová Pizza - Kenneth Branagh – Belfast - Reinaldo Marcus Green – Král Richard: Zrození šampiónek - Lin-Manuel Miranda – tick, tick… BOOM! - Denis Villeneuve – Duna |
| Nejlepší herec v hlavní roli – drama | Nejlepší herečka v hlavní roli – drama |
| Benedict Cumberbatch jako Phil Burbank – Síla psa - Clifton Collins Jr. jako Jackson Silva – Jockey - Joaquin Phoenix jako Johnny – C'mon C'mon - Tom Skerritt jako Ben Givens – East of the Mountains - Will Smith jako Richard Williams – Král Richard: Zrození šampiónek - Denzel Washington jako Lord Macbeth – The Tragedy of Macbeth | Kristen Stewart jako princezna Diana – Spencer - Jessica Chastain jako Tammy Faye Bakker – Očima Tammy Faye - Olivia Colman jako Leda Caruso – Temná dcera - Penélope Cruz jako Janis Martinez – Paralelní matky - Lady Gaga jako Patrizia Reggiani – Klan Gucci - Nicole Kidman jako Lucille Ball – Ricardovi |
| Nejlepší herec v hlavní roli – komedie/muzikál | Nejlepší herečka v hlavní roli – komedie/muzikál |
| Andrew Garfield jako Jonathan Larson – tick, tick… BOOM! - Peter Dinklage jako Cyrano z Bergeracu – Cyrano - Anthony Ramos jako Usnavi de la Vega– Život v Heights | Alana Haim jako Alana Kane – Lékořicová Pizza - Melissa Barrera jako Vanessa – Život v Heights - Jennifer Hudson jako Aretha Franklin – Respect - Renate Reinsve jako Julie – Nejhorší člověk na světě |
| Nejlepší herec ve vedlejší roli | Nejlepší herečka ve vedlejší roli |
| Kodi Smit-McPhee jako Peter Gordon – Síla psa - Robin de Jesús jako Michael – tick, tick… BOOM! - Jamie Dornan jako Pa – Belfast - Ciarán Hinds jako Pop – Belfast - Jared Leto jako Paolo Gucci – Klan Gucci - J. K. Simmons jako William Frawley – Ricardovi | Kirsten Dunst jako Rose Gordon – Síla psa - Caitríona Balfe jako Ma – Belfast - Judi Dench jako babička – Belfast - Aunjanue Ellis jako Oracene Price – Král Richard: Zrození šampiónek - Marlee Matlin jako Jackie Rossi – V rytmu srdce - Ruth Negga jako Clare Bellew – Přebíhání |
| Nejlepší původní scénář | Nejlepší adaptovaný scénář |
| Kenneth Branagh – Belfast - Mike Mills – C'mon C'mon - Asghar Farhadi – Hrdina - Paul Thomas Anderson – Lékořicová Pizza - Pedro Almodóvar – Paralelní matky - Zach Baylin – Král Richard: Zrození šampiónek | Sian Heder – V rytmu srdce - Eric Roth, Jon Spaihts a Denis Villeneuve – Duna - Maggie Gyllenhaal – Temná dcera - Rebecca Hall a Nella Larsen – Přebíhání - Jane Campion – Síla psa - Joel Coen – The Tragedy of Macbeth |
| Nejlepší skladatel | Nejlepší původní píseň |
| Hans Zimmer – Duna - Alexandre Desplat – Francouzská depeše Liberty, Kansas Evening Sun - Jeymes Samuel – Tím tvrdší je pád - Harry Gregson-Williams – Poslední souboj - Alberto Iglesias – Paralelní matky - Jonny Greenwood – Síla psa - Jonny Greenwood – Spencer | „Colombia, Mi Encanto“ (Lin-Manuel Miranda) – Encanto - „Be Alive“ (Dixson, Beyoncé) – Král Richard: Zrození šampiónek - „Beyond the Shore“ – (Nicholai Baxter, Matt Dahan, Marius de Vries a Sian Heder) – V rytmu srdce - „Down to Joy“ (Van Morrison) – Belfast - „Here I Am (Singing My Way Home)“ (Carole King, Jennifer Hudson a Jamie Hartman) – Respect - „No Time to Die“ (Billie Eilish a Finneas O'Connell) – Není čas zemřít                                                    |
| Nejlepší dokument | Nejlepší cizojazyčný film |
| Summer of Soul (... aneb Když se revoluce nesměla vysílat) - Ascension - Brian Wilson: Long Promised Road - Introducing, Selma Blair - Utéct - Julia - Procesí - The Rescue - Val - The Velvet Underground | Drive My Car (Japonsko) - Kupé č. 6 (Finsko) - Utéct (Dánsko) - El buen patrón (Španělsko) - Boží ruka (Itálie) - Hrdina (Írán) - Noc ohňů (Mexiko) - Titan (Francie) - Nejhorší člověk na světě (Norsko) |
| Nejlepší střih | Nejlepší kamera |
| Joe Walker – Duna - Úna Ní Dhonghaíle – Belfast - Pamela Martin – Král Richard: Zrození šampiónek - Andy Jurgensen – Lékořicová Pizza - Peter Sciberras – Síla psa - Myron Kerstein a Andrew Weisblum – tick, tick… BOOM! | Greig Fraser – Duna - Haris Zambarloukos – Belfast - Robbie Ryan – C'mon C'mon - Ari Wegner – Síla psa - Alice Brooks – tick, tick… BOOM! - Bruno Delbonnel – The Tragedy of Macbeth |
| Nejlepší vizuální efekty | Nejlepší zvuk |
| Brian Connor, Paul Lambert, Tristan Myles a Gerd Nefzer – Duna - Matt Aitken, Daniele Bigi, Stephane Ceretti a Neil Corbould – Eternals - John Desjardin, Bryan Hirota, Tamara Watts Kent a Kevin Smith – Godzilla vs. Kong - Joe Farrell, Dan Oliver, Christopher Townsend a Sean Walker – Shang-Chi a legenda o deseti prstenech - Jonathan Fawkner, Kelvin McIlwain, Dan Sudick a Guy Williams – Sebevražedný oddíl - Carmelo Leggiero, James E. Price, J. D. Schwalm, Randall Starr a Sheldon Stopsack – Válka zítřka | Paul Hsu a Tod A. Maitland – tick, tick… BOOM! - Niv Adiri, Simon Chase, James Mather a Denise Yarde – Belfast - Ron Bartlett, Theo Green, Doug Hemphill, Mark Mangini a Mac Ruth – Duna - Ron Bartlett, Clint Bennett, Doug Hemphill, Richard King a Anthony Ortiz – Tím tvrdší je pád - Daniel Birch, Stéphane Bucher, David Giammarco, Paul Massey, William Miller a Oliver Tarney – Poslední souboj - Richard Flynn, Leah Katz, Robert Mackenzie, Tara Webb a Dave Whitehead – Síla psa |
| Nejlepší kostýmy | Nejlepší výprava |
| Massimo Cantini Parrini – Cyrano - Charlotte Walter – Belfast - Ruth E. Carter – Cesta do Ameriky 2 - Jacqueline West – Duna - Kirsty Cameron – Síla psa - Jacqueline Durran – Spencer | Stefan Dechant – The Tragedy of Macbeth - Jim Clay a Claire Nia Richards – Belfast - Zsuzsanna Sipos a Patrice Vermette – Duna - Rena DeAngelo a Adam Stockhausen – Francouzská depeše Liberty, Kansas Evening Sun - Grant Major a Amber Richards – Síla psa - Guy Hendrix Dyas a Yesim Zolan – Spencer |

### Televize
| Nejlepší seriál (drama) | Nejlepší seriál (muzikál nebo komedie) |
| --- | --- |
| Hra na oliheň (Netflix) - American Rust (Showtime) - Bosch (Prime Video) - Banda (Prime Video) - V odborné péči (HBO) - Line of Duty (BBC One) - Lupin (Netflix) - Boj o moc (HBO) | Ted Lasso (Apple TV+) - Black Lady Sketch Show (HBO) - Vedoucí katedry (Netflix) - Stále v kurzu (HBO) - Pečovatelka Sarah (Channel 4) - Kominského metoda (Netflix) - Jen vraždy v budově (Hulu) - Co děláme v temnotách (FX) |
| Nejlepší žánrový seriál | Nejlepší minisérie |
| WandaVision (Disney+) - Evil (CBS) - Sweet Tooth: Chlapec s parožím (Netflix) - Oni (Prime Video) | Mare z Easttownu (HBO) - Byl by to hřích (HBO Max) - Služka (Netflix) - Severní vody (AMC+) - Čas (BBC One) - Podzemní železnice (Prime Video) |
| Nejlepší herec (drama/žánr) | Nejlepší herečka (drama/žánr) |
| Omar Sy jako Assane Diop – Lupin (Netflix) - Brian Cox jako Logan Roy – Boj o moc (HBO) - Aldis Hodge jako DeCourcy Ward – Město na kopci (Showtime) - James Nesbitt jako detektiv Tom Brannick – Bloodlands (Acorn TV) - Jeremy Strong jako Kendall Roy – Boj o moc (HBO) - Titus Welliver jako Harry Bosch – Bosch (Prime Video)                                              | Sarah Snook jako Siobhan Roy – Boj o moc (HBO) - Beanie Feldstein jako Monica Lewinsky – American Crime Story (FX) - Nicole Kidman jako Masha Dmitrichenko – Úplně cizí lidé (Hulu) - Kelly Macdonald jako Joanne Davidson – Line of Duty (BBC One) - Elisabeth Moss jako June Osborne / Offred – Příběh služebnice (Hulu)                                                                  |
| Nejlepší herec (muzikál nebo komedie) | Nejlepší herečka (muzikál nebo komedie) |
| Jason Sudeikis jako Ted Lasso – Ted Lasso (Apple TV+) - Paul Bettany jako Vision – WandaVision (Disney+) - Michael Douglas jako Sandy Kominsky – Kominského metoda (Netflix) - Jay Duplass jako Bill Dobson – Vedoucí katedry (Netflix) - Steve Martin jako Charles Haden-Savage – Jen vraždy v budově (Hulu) - Alan Tudyk jako Dr. Harry Vanderspeigle – Resident Alien (Syfy) | Jean Smart jako Deborah Vance – Stále v kurzu (HBO Max) - Selena Gomez jako Mabel Mora – Jen vraždy v budově (Hulu) - Jennifer Jason Leigh jako Elsa Gardner – Atypický (Netflix) - Sandra Oh jako Ji-Yoon Kim – Vedoucí katedry (Netflix) - Hannah Waddingham jako Rebecca Welton – Ted Lasso (Apple TV+) - Lena Waithe jako Denise – Mistr amatér (Netflix)                               |
| Nejlepší herec (minisérie nebo TV film) | Nejlepší herečka (minisérie nebo TV film) |
| Ewan McGregor jako Halston – Halston (Netflix) - Colin Farrell jako Henry Drax – Severní vody (AMC+) - Stephen Graham jako Tony – Pečovatelka Sarah (Channel 4) - Michael Keaton jako Dr. Samuel Finnix – Absťák (Hulu) - Clive Owen jako prezident Bill Clinton – American Crime Story (FX) - Andrew Scott jako Terje Rød-Larsen – Oslo (HBO)                                  | Kate Winslet jako Marianne Sheehan – Mare z Easttownu (HBO) - Danielle Brooks jako Mahalia Jackson – Robin Roberts Presents: Mahalia (Lifetime) - Jodie Comer jako Sarah – Pečovatelka Sarah (Channel 4) - Cynthia Erivo jako Aretha Franklin – Génius (National Geographic) - Julianne Moore jako Lisey Landon – Lisey a její příběh (Apple TV+) - Ruth Wilson jako Mona Juul – Oslo (HBO) |
| Nejlepší herec ve vedlejší roli | Nejlepší herečka ve vedlejší roli |
| Evan Peters jako Colin Zabel – Mare z Easttownu (HBO) - Bobby Cannavale jako Tony Hogburn – Úplně cizí lidé (Hulu) - John Carroll Lynch jako Rick Legarski – Big Sky (ABC) - Paul Reiser jako Martin – Kominského metoda (Netflix) - Michael Shannon jako Napoleon Marconi – Úplně cizí lidé (Hulu)                                                                             | Lisa Edelstein jako Phoebe – Kominského metoda (Netflix) - Jenifer Lewis jako Ruby Johnson – Black-ish (ABC) - Julianne Nicholson jako Lori Ross – Mare z Easttownu (HBO) - Sarah Paulson jako Linda Tripp – American Crime Story (FX) - Anja Savcic jako Scarlet Leyendecker – Big Sky (ABC) - Jean Smart jako Helen Fahey – Mare z Easttownu (HBO)                                        |
| Nejlepší televizní film | |
| Oslo (HBO) - Pečovatelka Sarah (Channel 4) - Robin Roberts Presents: Mahalia (Lifetime) | |